# Erik Aarestrup
Poul Erik Aarestrup (18. februar 1923 i Herfølge – 21. juli 2011 i Hillerød) var en dansk modstandsmand.
Født i Herfølge og søn af gummiarbejder og modstandsmand Kaj Aarestrup.
Erik Aarestrup blev i en ung alder optaget i Politiet og var samtidigt aktiv i den danske modstandsbevægelse. Hans tilknytning til politiet, samt et efternavn, som voldte problemer for tyskerne at udtale, afholdt ham fra at blive taget af tyskerne, men da det danske politi blev taget til fange og deporteret den 19. september 1944 blev Erik Aarestrup pågrebet i Ålsgårde, da man tog det danske politi, og sendt til Nazi-Tyskland, til koncentrationslejren Neuengamme og senere til Buchenwald. Tyskerne indså aldrig, hvem de faktisk havde taget til fange, og derfor blev Erik Aarestrup ikke henrettet som modstandsmand. Som mange andre fanger måtte han dog tvangsarbejde og i øvrigt også lade sig udsætte for medicinske forsøg, samt voldsomme fysiske og psykiske overgreb. I foråret 1945 var Erik Aarestrup blandt de personer, der blev evakueret med De Hvide Busser og han kom efterfølgende til Sverige. Kort efter den tyske kapitulation 5. maj 1945 vendte Erik Aarestrup hjem til Danmark sammen med Den Danske Brigade og genoptog efterfølgende sin tjeneste i politiet, hvor han kom til Fremmedpolitiet. Her kom han blandt andet til at arbejde med deportering af tyskere.
Efter 2. verdenskrig kom Erik Aarestrup i høj grad til at beskæftige sig med at hjælpe andre danskere, som havde været ofre for overgreb under krigen, med at få erstatning og anden hjælp og han var også et aktivt medlem af flere af fange-, modstands-, og veteranorganisationerne.
Gennem godt 30 år skrev Erik Aarestrup også den populære klumme "Fiskekrogen" i Helsingør Dagblad. Denne var en fast indslag i dagbladet hver uge, hvor der kunne læses om det aktuelle lystfiskeri i området. Til tider kom fiskeri- eller miljøpolitiske spørgsmål også op i klummen, emner som lå Erik Aarestrup varmt på sinde gennem hele hans liv.
Gennem de sidste mange år af sit liv blev Erik Aarestrup flere gange hædret for sit modstandsarbejde samt sin indsats for andre veteraner. Senest i 2010, hvor den russiske stat tildelte ham en medalje for hans indsats og til minde om afslutningen på krigen.
I de senere år af sit liv overdrog Erik Aarestrup en del materialer fra modstandstiden til Frihedsmuseet  og Poltimuseet.
Han er begravet på Helsingør Kirkegård.